# RD Águeda
RD Águeda, właśc. Recreio Desportivo de Águeda – portugalski klub piłkarski z siedzibą w Águeda.

## Historia
Klub został założony 10 kwietnia 1924. W swojej historii występował przez jeden sezon w pierwszej lidze (w edycji 1983/1984), zajmując wówczas 15. miejsce, co skutkowało spadkiem. Rozegrał też 12 sezonów na poziomie drugiej ligi (w latach 1977–1979, 1980–1983 oraz 1984–1991).

## Reprezentanci kraju grający w klubie
stan na listopad 2023
|  | - Edu Castigo - Joni - Nelo - Erwin Junior Sánchez - Nené Cá - Gil Da Silva - Bobó Djalo - João Pina - Sidico Queta - Jean-Gilles Hnamuko |  | - António Amaral - António Nogueira - Tibi - Vermelhinho - Mário Évora - Nilton Fortes - Paulo Pina - Clint Marcelle - Alex Kakuba |